# ماركوس راب
ماركوس راب هو عداء المسافات المتوسطة سويسري، ولد في 23 سبتمبر 1957 في بيلينزونا في سويسرا.

## وصلات خارجية
- ماركوس راب على موقع أوليمبيديا (الإنجليزية)